# Manyarwever
De manyarwever (Ploceus manyar) is een zangvogel uit de familie Ploceidae (wevers en verwanten).

## Verspreiding en leefgebied
Deze soort telt 4 ondersoorten:
- P. m. flaviceps: Pakistan, India (behalve het noordoosten), Sri Lanka en zuidoostelijk Nepal.
- P. m. peguensis: van Bhutan, noordoostelijk India en Bangladesh tot noordelijk Laos.
- P. m. williamsoni: Thailand, Cambodja en zuidelijk Vietnam.
- P. m. manyar: Java en Bali.